# Sabre (band)
Sabre was een Britse muziekgroep binnen de stroming New wave of British heavy metal uit het district Croydon van Londen, geformeerd in 1980 en ontbonden in 1984.

## Bezetting
Laatste bezetting
- Geoff Gillespie (e-basgitaar)
- Allan Angold (drums)
- Alan Beschi (e-gitaar)
- Nick Fusco (e-gitaar)
- John Ward (zang)

Voormalige leden
- Nick Pyatt (zang)
- Rob Brown (zang)

## Geschiedenis
De band werd opgericht in december 1980. In 1981 volgde een eerste demo, waarop Nick Pyatt nog steeds als zanger te horen is. Omdat de demo nauwelijks de aandacht van een label kon trekken, besloot de band in november van hem te scheiden, waarna Rob Brown werd toegevoegd als de nieuwe zanger. Deze werd op zijn beurt begin 1982 vervangen door John Ward. Vervolgens werd een nieuwe demo opgenomen. Als gevolg hiervan was de band tweemaal vertegenwoordigd in de rubriek Armed and Ready in het tijdschrift Kerrang. Dit maakte Neat Records opmerkzaam op de band, waarop het label de song Cry to the Wind uitbracht op de sampler 60 Minutes Plus, die eind 1982 uitkwam. De publicatie vond plaats als een compacte cassette. Een jaar later verscheen de sampler als een enigszins verkorte versie onder de naam All Hell Let Loose. De band kon nu optreden in Surrey en Londen. Begin 1983 bracht Neat Records de single Miracle Man uit met de song On the Loose als B-kant. Een paar maanden later verliet bassist Geoff Gillespie de bezetting om zich aan andere projecten te wijden, wat in 1984 het einde betekende voor Sabre. In 2002 was On the Loose te horen op de sampler The Flame Burns On: The Best of Neat Records. In 2005 verscheen de compilatie Roar to the Core bij Majestic Rock, die bestaat uit demo- en proefopnames.

### Stijl
Volgens Malc Macmillan in The N.W.O.B.H.M. Encyclopedia doen de duellerende elektrische gitaren denken aan de samplerbijdrage Cry to the Wind van Iron Maiden. Over het algemeen klinkt de band als Persian Risk, Virtue en de vroege Tygers of Pan Tang in het nummer. De twee songs van de single Miracle Man barsten van energie en bevatten interessante, gedenkwaardige riffs. Otger Jeske schreef in NWoBHM New Wave of British Heavy Metal The Glory Days dat de band met de single probeerde melodieuzer te worden en keyboards te integreren. Eduardo Rivadavia van Allmusic wees de band ook toe aan de New Wave of British Heavy Metal en vergeleek ze met hun labelcollega's Persian Risk en de vroege Tygers of Pan Tang.

## Discografie
- 1981: Demo 1981 (demo, eigen publicatie)
- 1983: Miracle Man (single, Neat Records)
- 2005: Roar to the Core (compilatie, Majestic Rock)